# Samoussa
Le samoussa est un beignet originaire d'Asie centrale et du Moyen-Orient et devenu un mets populaire dans le sous-continent indien depuis qu'il y a été introduit au XIIIe siècle ou au XIVe siècle. De forme triangulaire, il est composé d'une fine pâte de blé qui enrobe une farce traditionnellement faite de légumes ou de viande, de piment et d'épices, notamment la coriandre et le curcuma.

## Nom

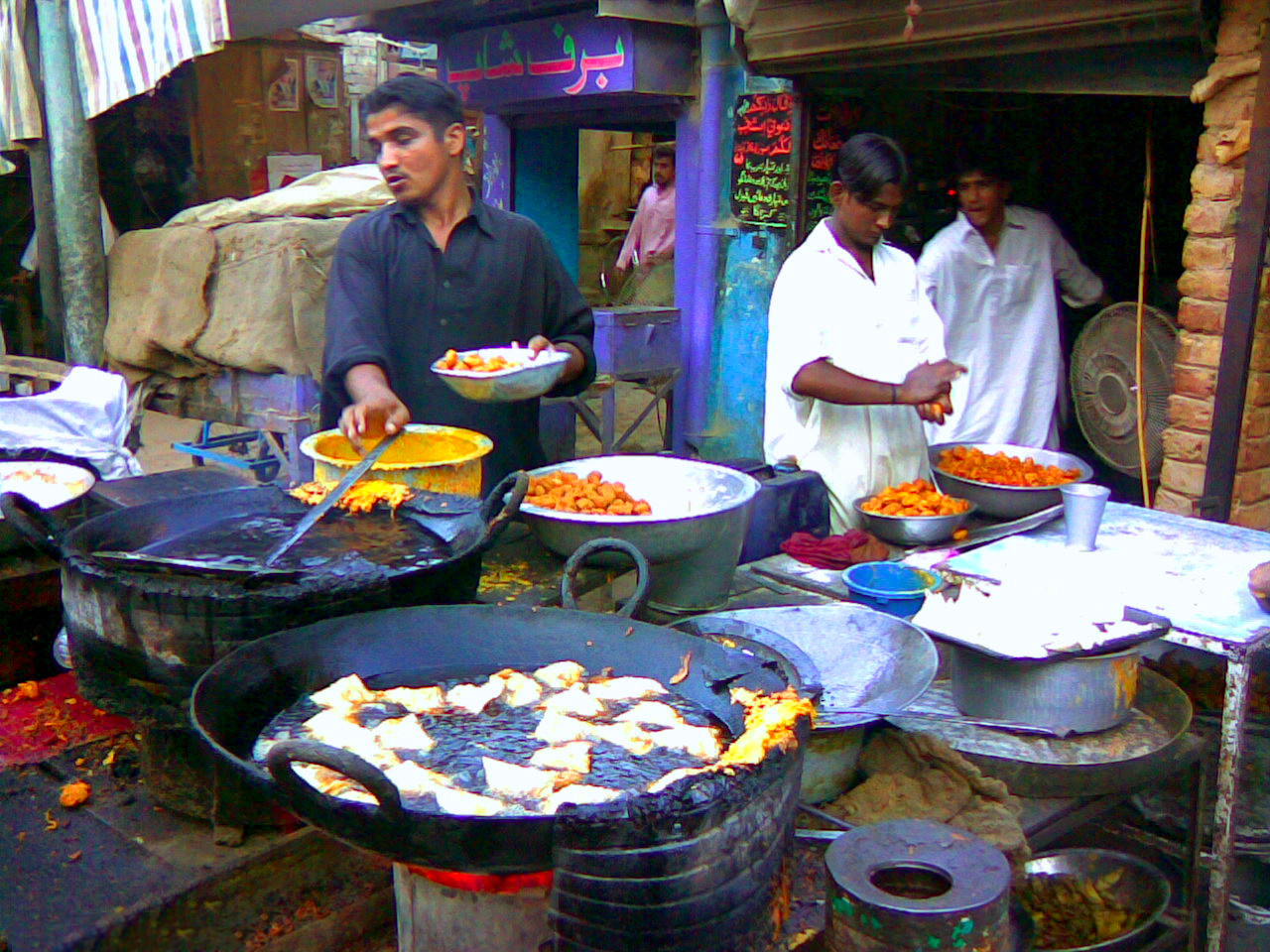
Vendeurs de rue préparant des samoussas au Pakistan.

Le terme « samoussa » provient du persan médiéval سنبوسگ (sanbosag). Le samoussa possède des appellations diverses, mais similaires, suivant les lieux et les langues, parmi lesquelles samosa (समोसा) en hindi, سمبوسه (sambuse) en persan, sing-ra (সিঙাড়া) en assamais, shingada (ષ્હિઙદ‌) en oriya, smosa (ਸਮੋਸਾ) en panjābī, sumosa (સુમૉસ‌) en gujarati, samosa (ಸಮೋಸಾ) en kannada, sambusak (سموسه) en ourdou, sambūsak (سمبوسك) en arabe, samsa en kazakh (самса) et kirghize (самса), somsa en ouzbek, samsa (سامسا) en ouïghour, samsa böreği en turc, sambusa parmi les Arabes (سمبوسة), les Éthiopiens, les Somalis (sambuusa en somali) et les Tadjiks (самбӯса en tadjik), sanbusé parmi les Iraniens (سنبوسه), samuza (စမူဆာ) en birman, 三角, sānjiǎo en chinois ou chamuça en portugais, samoesa en afrikaans  et sambôsy en malgache.

## Histoire

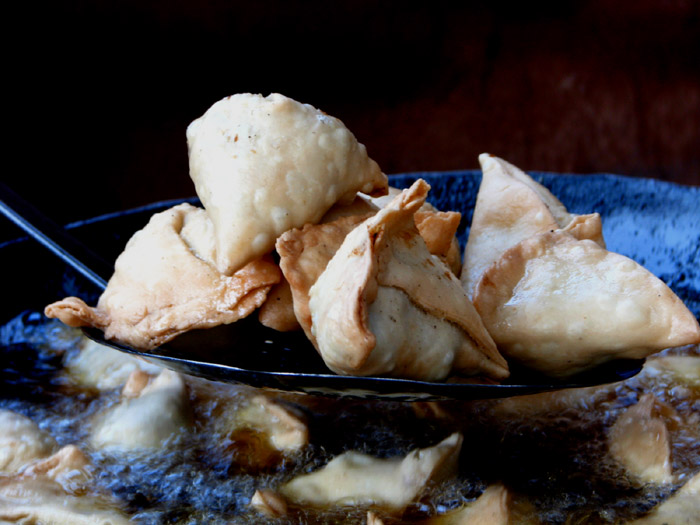
Samoussas en train de frire chez un vendeur de rue en Inde.

Le samoussa est un mets populaire du sous-continent indien depuis des siècles. On suppose qu'il provient d'Asie centrale avant le Xe siècle. L'historien iranien Abul-Fazl Bayhaqi (995-1077) le mentionne dans son ouvrage Tarikh-e Beyhaghi. Il est introduit sur le sous-continent indien au XIIIe ou XIVe siècle par des marchands d'Asie centrale.
Amir Khusrau (1253–1325), érudit et poète royal du Sultanat de Delhi, écrit vers 1300 que les princes et les nobles profitent de « samoussas préparés avec de la viande, du ghi, des oignons, etc., ». Ibn Battûta, explorateur et voyageur du XIVe siècle, décrit un repas de la cour de Mouhammed ibn Tughlûq où des samushak ou sambusak, petites tartes fourrées de viande hachée, amandes, pistaches, noix et épices, sont servis avant le troisième plat,. L'Ain-i-Akbari, un document moghol du XVIe siècle, mentionne la recette du qutab, dont il dit : « Les gens d'Hindoustan l'appellent sanbúsah. »
Le samoussa essaime sur tous les rivages occidentaux de l'océan Indien, grâce à l'expatriation de travailleurs indiens dès le XIXe siècle. On le trouve ainsi à La Réunion (samoussa), l'île Maurice (samoossa), en Afrique du Sud (samoesa en afrikaans, samosa en anglais), à Madagascar (sambôsy), aux Comores (samboussa), en Somalie (sambousse) ou au Kenya (samusa).

## Variantes régionales

### Asie centrale

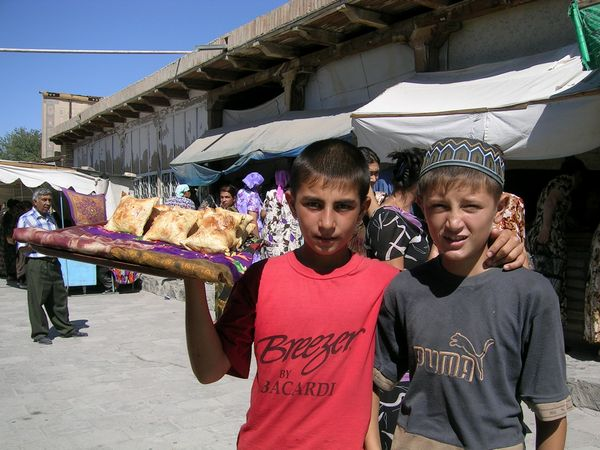
Enfants ouzbeks à Samarcande avec des casse-croûtes traditionnels somsa.

En Ouzbékistan, Kazakhstan et Kirghizistan, les samoussas sont quasiment toujours cuits au lieu d'être frits. La pâte peut être une simple pâte à pain ou une pâte à pâtisserie. Ils sont le plus couramment garnis avec de l'agneau et du mouton, mais du bœuf, du poulet ou du fromage sont fréquents chez les vendeurs de rues. D'autres garnitures peuvent également être rencontrées, comme les pommes de terre ou les potirons (quand la saison s'y prête).
En Asie centrale, les samoussas sont souvent vendus dans la rue comme en-cas chaud.

### Sous-continent indien

Technique de pliage des samoussas en triangle.

Les samoussas du nord de l'Inde consistent en un extérieur en farine maida rempli de garniture, généralement un mélange de pommes de terre bouillies et écrasées, d'oignons, de pois, d'épices et de piment. Les samoussas fourrés à la viande sont courants au Pakistan. Ils sont frits dans de l'huile végétale jusqu'à obtenir une couleur brun doré. Ils sont servis chauds, souvent comme chaat, accompagnés de yaourt, chutney, oignons coupés, coriandre et chāt masālā. Dans le sud de l'Inde, les samoussas sont pliés d'une façon différente. Leur composition, pâte et garniture, est également différente. Ils sont principalement consommés sans accompagnement.
Au Pakistan, les samoussas de Karachi sont connus pour leur goût épicé, tandis que ceux de Faisalabad le sont pour leur grande taille. Ils sont consommés avec du chutney et une portion de salade d'oignon. Une variété locale de Karachi, les kagazi samosa, ont une pâte fine et croustillante.
Au Telangana, une version plus petite, avec une pâte plus épaisse et une garniture de viande hachée, est connue sous le nom de lukhmi.
En Indonésie, l'équivalent local des samoussas s'appelle le pastel, généralement garni d'œufs, de bœuf haché ou de poulet.

### Asie du Sud-Ouest
On trouve dans la cuisine levantine des samboussek à la viande hachée ou au fromage. Les sambuseh se trouvent aussi partout en Iran.

### Corne de l'Afrique
Les samoussas sont une nourriture de base dans la corne de l'Afrique et aux Comores, où ils sont connus sous le nom de sambusas ou samboussas.

### Pays lusophones
À Goa et au Portugal, les samosas sont appelés chamuças, généralement garnis de poulet, bœuf, porc, agneau ou légumes, servis chaud. On les rencontre également dans les anciennes colonies portugaises (Brésil, Cap-Vert, Guinée-Bissau, Sao Tomé-et-Principe, Angola, Mozambique).

### Autres pays
La recette traditionnelle confectionnée en Algérie et en Tunisie, appelée samsa, est très similaire mais a la particularité d'être sucrée.
Le samoussa a été adapté aux habitudes culinaires locales. À tel point qu'à La Réunion, où il est également présent, le samoussa au fromage concurrence désormais les samoussas à la viande. Sa recette a été élaborée dans les années 1990 par un spécialiste de Saint-Denis, qui propose aussi des variantes au requin ou à l'ananas, entre autres. À Madagascar, il est très courant dans les rues de voir des marchands de sambos.

## Divers
La Chanson du dimanche a consacré une chanson à cette spécialité culinaire, appelée tout simplement Samoussa.

## Galerie

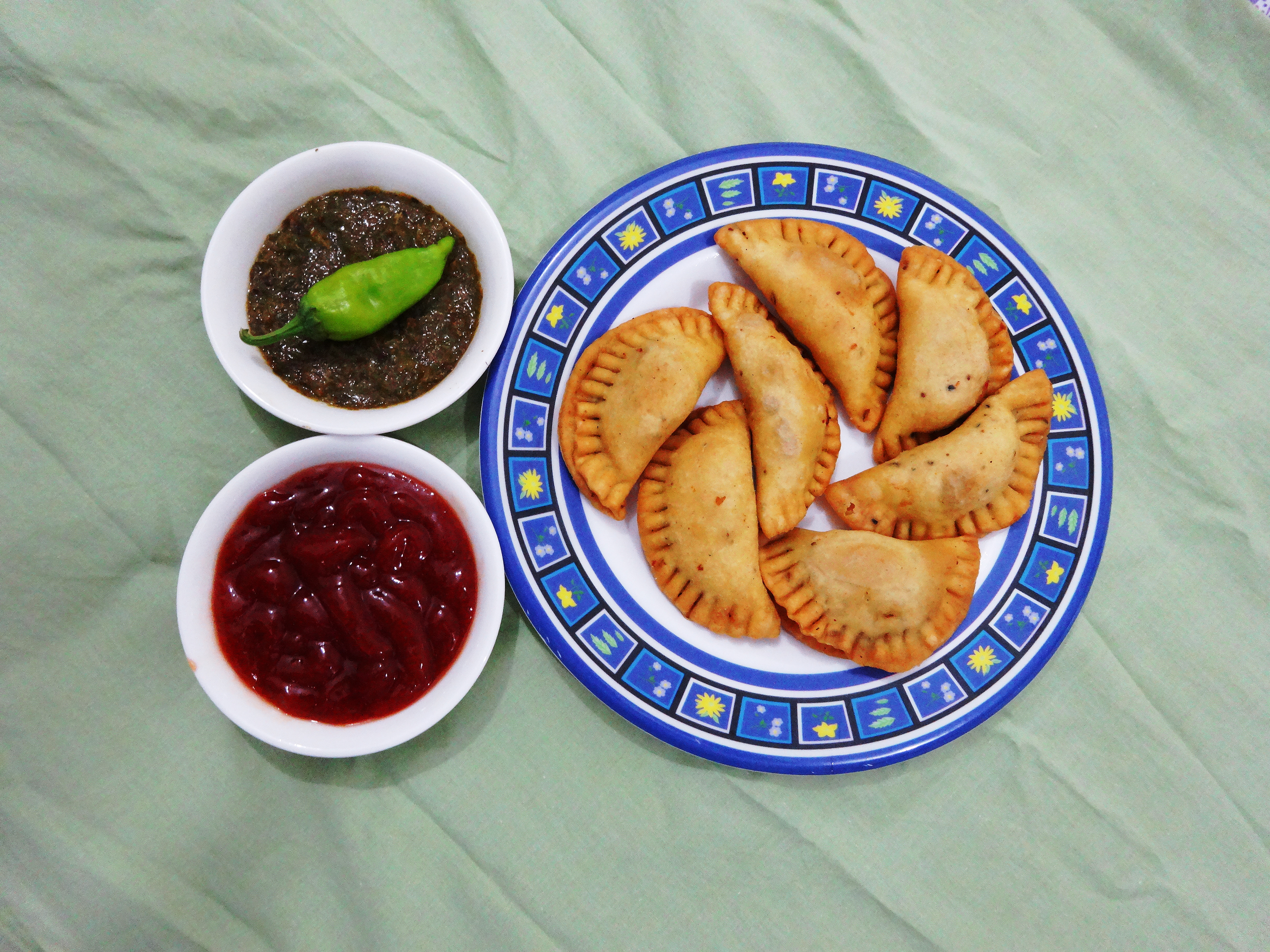
Samoussa en Égypte.
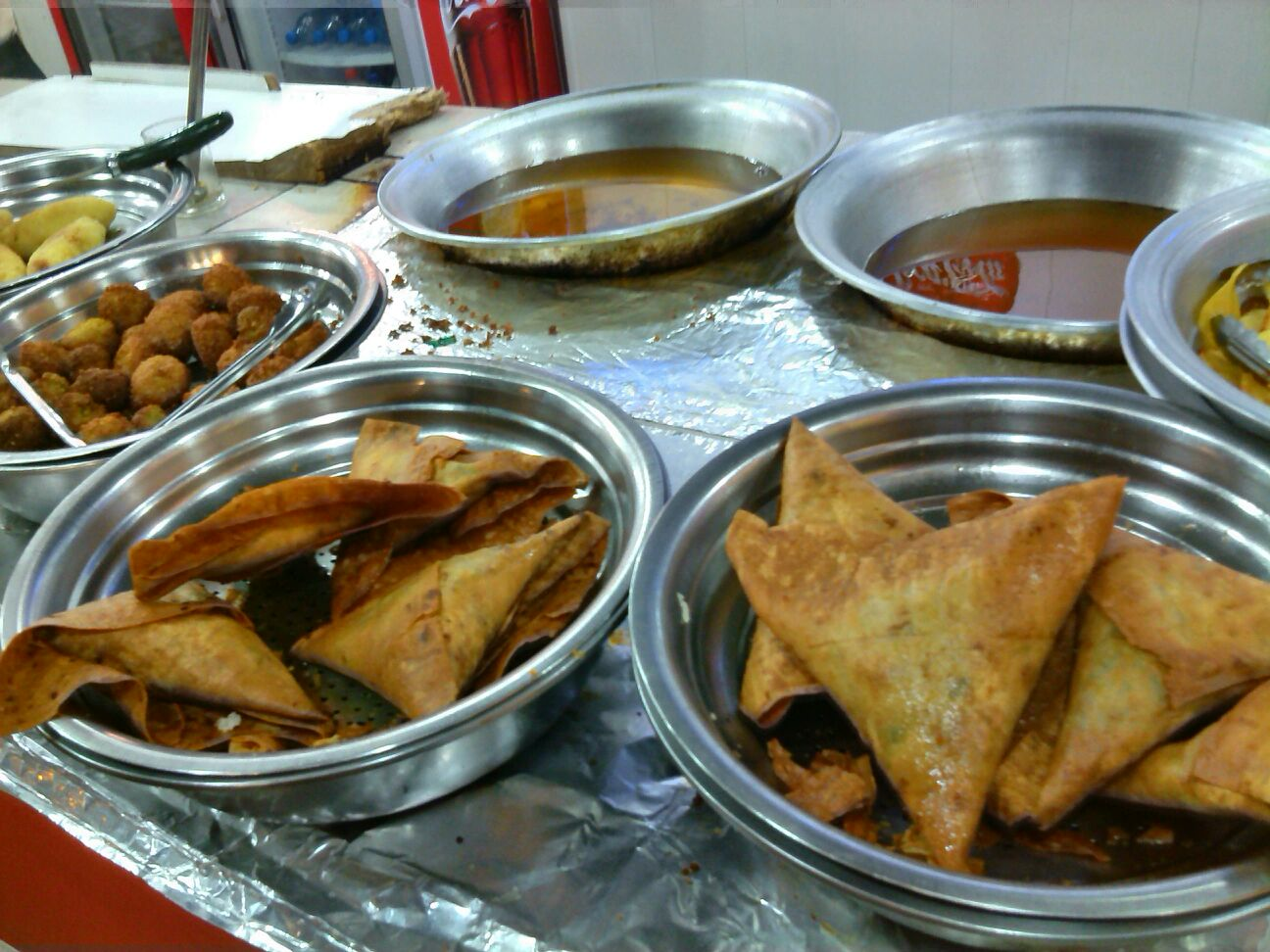
Samoussa en Iran.
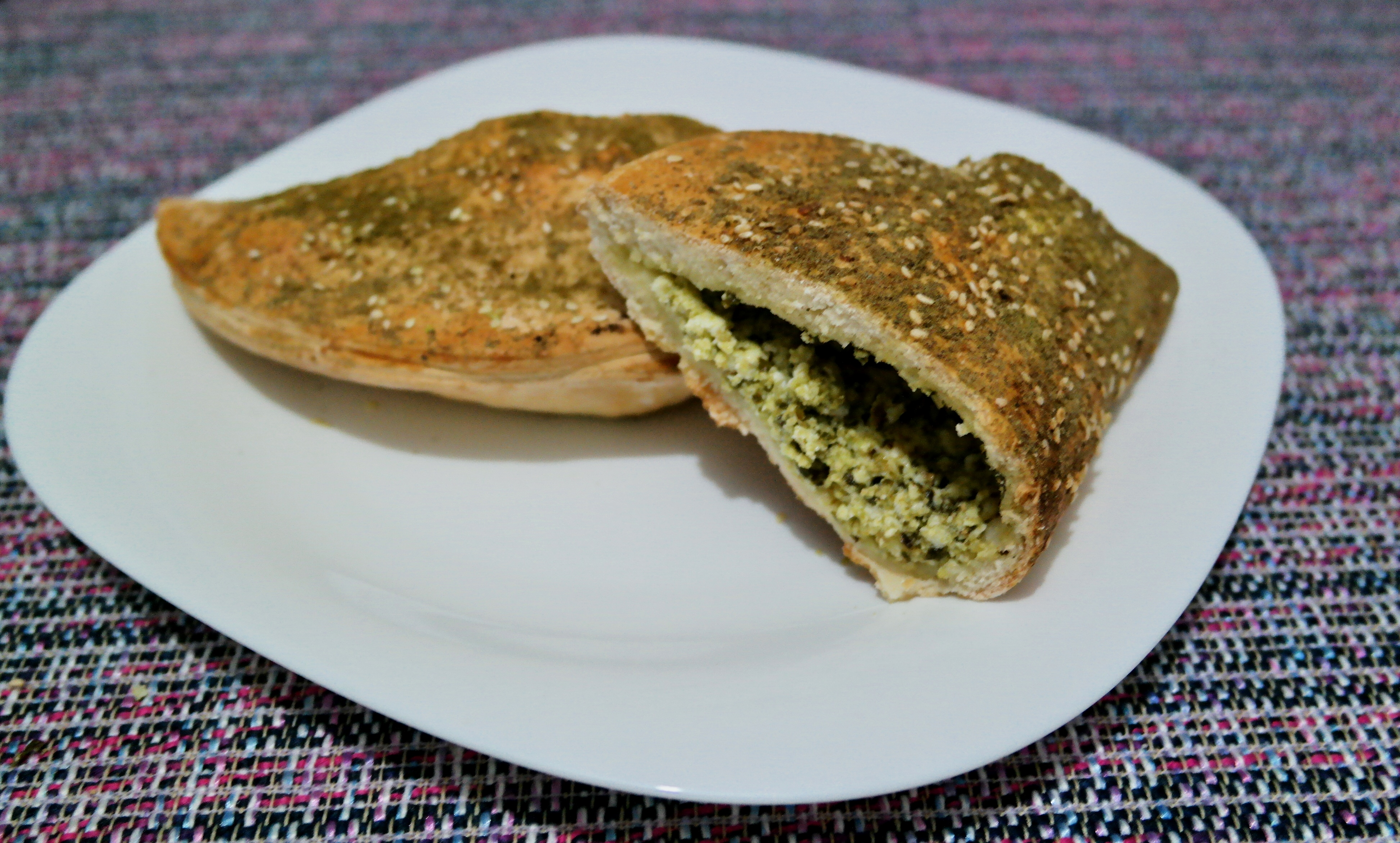
Samoussa en Israël.
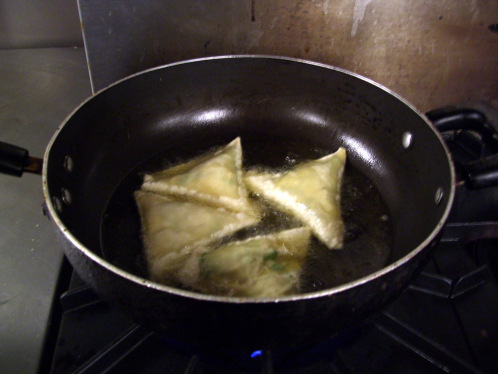
Sambusas somalis en train de frire.
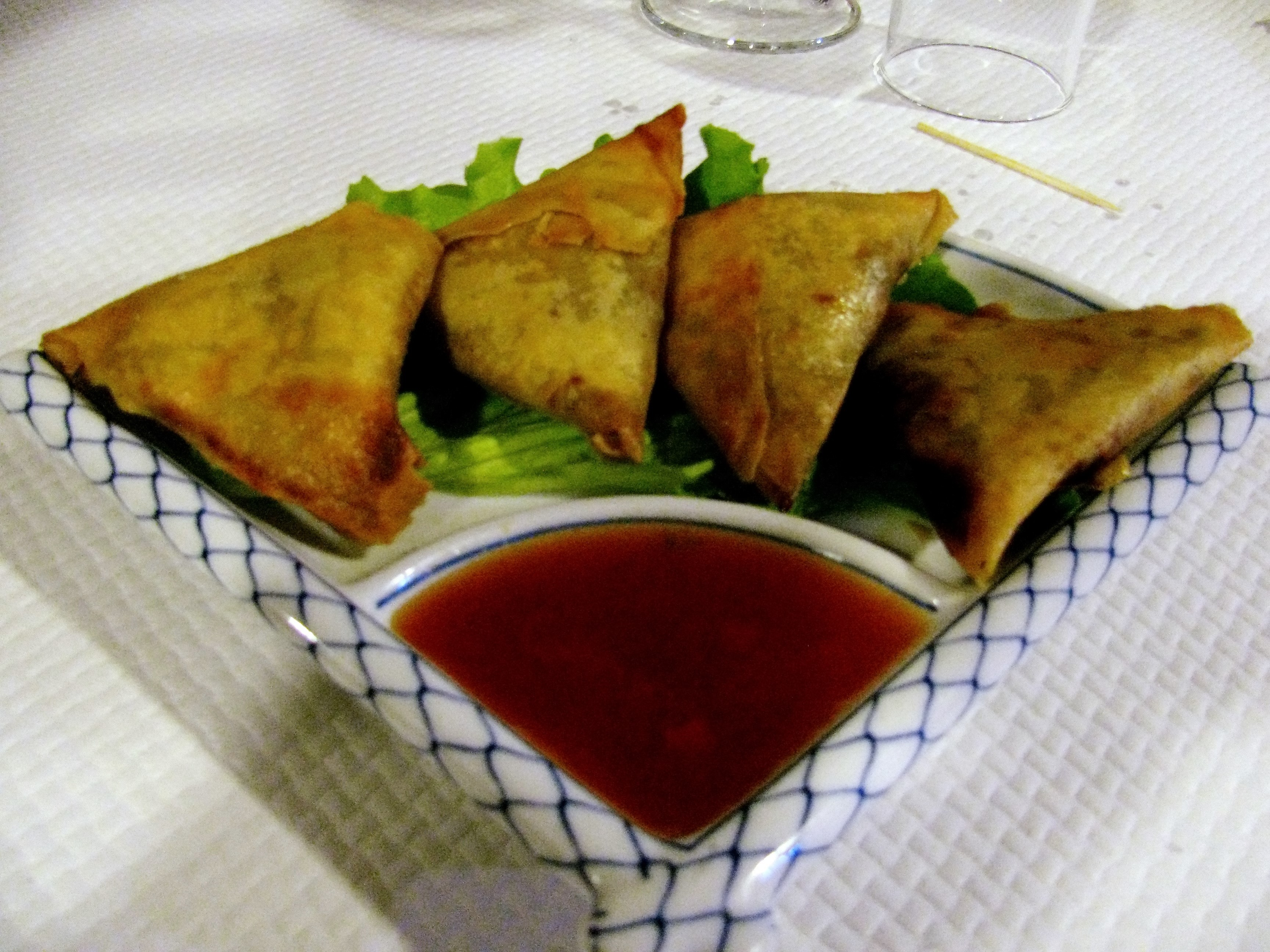
Chamuças en Afrique portugaise.